# Dubrovnik (contratorpedeiro)
Dubrovnik foi um contratorpedeiro líder de flotilha da Marinha Real Jugoslava, um dos maiores de seu tempo, construído pela Yarrow Shipbuilders, em Glasgow, de 1930 a 1931. Assemelhando-se aos designs britânicos contemporâneos, o Dubrovnik era um navio rápido com um armamento principal de quatro canhões Škoda de 140 milímetros em montagens individuais construídos na Checoslováquia. Ele deveria ser o primeiro de três líderes de flotilha construídos para a Jugoslávia, mas foi o único concluído. Durante o seu serviço na Marinha Real Jugoslava, o Dubrovnik realizou várias viagens em tempo de paz pelo Mediterrâneo, estreitos turcos e Mar Negro. Em outubro de 1934, levou o rei Alexandre à França para uma visita de Estado e carregou seu corpo de volta à Jugoslávia, após seu assassinato em Marselha.
Durante a invasão do Eixo na Jugoslávia, em abril de 1941, o Dubrovnik foi capturado pelos italianos. Após uma reforma, que incluiu a substituição de algumas das suas armas e o encurtamento do seu mastro principal e funis, a embarcação foi comissionada na Marinha Real Italiana como Premuda. Ao serviço dos italianos, foi usada principalmente como escolta e transporte de tropas. Em junho de 1942 fez parte da força italiana que atacou o comboio Aliado da Operação Arpão, que tentava socorrer a ilha de Malta. Em julho de 1943, o contratorpedeiro sofreu um acidente e foi levado para Génova para reparos e reformas. O Premuda foi o mais importante e eficaz navio de guerra italiano da Segunda Guerra Mundial.
Na época da rendição italiana aos Aliados, em setembro de 1943, o Premuda ainda estava ancorado em Génova e foi tomado pela Alemanha Nazi. Os planos para convertê-lo num piquete de radar para caças noturnos foram abandonados. Em agosto de 1944, após a substituição do seu armamento, foi comissionado na Marinha Alemã como um Torpedoboot Ausland (torpedeiro estrangeiro) com a designação TA32. O navio entrou em ação bombardeando posições aliadas na costa italiana e lançando minas navais. Em março de 1945 participou na Batalha do Mar da Ligúria contra dois contratorpedeiros da Marinha Real, durante a qual foi levemente danificado. Ele viria depois a ser afundado no mês seguinte, quando os alemães se retiraram de Génova.

## Desenvolvimento
Após o fim do Império Austro-Húngaro e a subsequente criação do Reino dos Sérvios, Croatas e Eslovenos (RSCE), a Áustria-Hungria transferiu os navios da antiga Marinha Austro-Húngara para a nova nação. O Reino da Itália não gostou e convenceu os Aliados a dividir os navios austro-húngaros entre as potências vitoriosas. Como resultado, as únicas embarcações marítimas modernas deixadas para o RSCE eram 12 torpedeiros, e eles tiveram que construir as suas forças navais quase do zero.
Durante a década de 1920, muitas marinhas buscavam o conceito de líder de flotilha, construindo grandes contratorpedeiros semelhantes aos utilizados na Primeira Guerra Mundial pela Marinha Real Britânica, nomeada da classe V e W. Na Marinha Francesa entre guerras, esses navios eram conhecidos como contre-torpilleurs, e destinavam-se a operar com contratorpedeiros menores, ou como meias-flotilhas de três navios. A ideia era que tal meia flotilha pudesse derrotar um cruzador leve italiano da classe Condottieri. A Marinha do RSCE decidiu construir três desses líderes de flotilha, navios que teriam a capacidade de atingir altas velocidades e com grande resistência. O requisito de grande resistência refletia os planos jugoslavos de posicionar os navios no Mediterrâneo central, onde eles seriam capazes de operar ao lado de navios de guerra franceses e britânicos.
Na época em que a decisão foi tomada, os estaleiros franceses estavam fortemente comprometidos com a produção de embarcações para a Marinha Francesa. Assim, apesar da sua intenção de desenvolver um conceito francês, o RSCE contratou a Yarrow Shipbuilders em Glasgow, na Escócia, para construir os navios. Ao contrário dos franceses, que preferiam instalar armas de fabrico próprio, a Yarrow optou por encomendar as armas da empresa checoslovaca Škoda. O projeto inicial da Yarrow foi baseado numa versão ampliada da classe britânica Shakespeare, com cinco canhões navais Skoda de 14 cm/56. O peso superior excessivo resultou na exclusão de uma das armas, de modo a que fosse substituída por uma montagem de hidroavião. A versão final substituiu a montagem do hidroavião por armamento antiaéreo.
A intenção de construir três líderes de flotilha foi demonstrada pelo facto de a Yarrow ter encomendado um total de 12 canhões Škoda de 140milímetros, quatro por navio. Em julho ou agosto de 1929, o RSCE (que se tornou o Reino da Jugoslávia a 3 de outubro) assinou um contrato com a Yarrow para um contratorpedeiro chamado Dubrovnik. Este foi o único navio construído; a Grande Depressão impediu a construção do que restava da meia flotilha planeada.

## Descrição e construção
Dubrovnik era semelhante em muitos aspetos aos contratorpedeiros britânicos fabricados ao mesmo tempo, tendo uma ponte de comando quadrada em forma de caixa, um longo castelo de proa e uma haste afiada semelhante à posterior classe Tribal britânica. A sua popa arredondada foi adaptada para lançamento de minas navais. Tinha um comprimento total de 113.2 metros, com 10.67 metros de boca, um calado médio de 3.58 metros, e um calado máximo de 4.1 metros. O seu deslocamento foi de 1910 toneladas, elevado para 2439 toneladas em plena carga.
Dubrovnik tinha duas turbinas a vapor Parsons com engrenagens, cada uma acionando um único eixo de hélice. O vapor para as turbinas era fornecido por três caldeiras de tubo de água Yarrow, localizadas em salas de caldeiras separadas, e as turbinas foram avaliadas em 48 mil cavalos, ou 36 mil kW. Conforme projetado, o navio tinha uma velocidade máxima de 43 quilómetros por hora. Em 1934, em condições ideais, atingiu uma velocidade máxima de 46.4 quilómetros por hora. Uma turbina a vapor Curtis separada, avaliada em 900 cavalos, cerca de 670 kW, foi instalada para cruzeiro, com a qual poderia atingir um alcance de 13 mil quilómetros a 28 quilómetros por hora. O navio carregava 470 toneladas de óleo combustível.
O armamento principal do navio consistia em quatro canhões de superdisparo Škoda L/56 de 140 milímetros em montagens únicas, dois à frente da superestrutura e dois à ré. Também foi equipado com duas estruturas triplas de tubos de torpedo de 533 milímetros na sua linha central. Para defesa aérea, o Dubrovnik tinha dois canhões Škoda L/35 de 83.5 milímetros, localizados na linha central entre os dois conjuntos de tubos de torpedos, e seis canhões antiaéreos semiautomáticos Škoda L/67 de 40 milímetros, dispostos em dois suportes duplos e dois suportes simples. As montagens gémeas estavam localizadas entre as duas chaminés, com as montagens simples no convés principal, lado a lado com a estação de controlo de popa. Para a guerra antissubmarino, ele foi equipado com dois lançadores de carga de profundidade e carregava dez cargas de profundidade. O navio também estava equipado com duas metralhadoras Česká zbrojovka de 15 milímetros e 40 minas. A sua tripulação era composta por vinte oficiais e 220 subalternos. A embarcação teve o batimento da quilha a 10 de junho de 1930 e foi lançada a 11 de outubro de 1931 pela princesa Olga, consorte do Príncipe Regente da Jugoslávia, o Príncipe Paulo. O navio recebeu o nome da antiga cidade-estado e porto jugoslavo de Dubrovnik.

## Histórico de serviço

### Dubrovnik

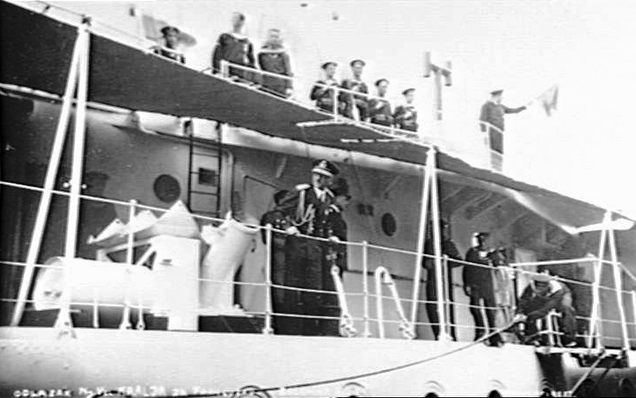
Rei Alexandre a bordo de Dubrovnik em outubro de 1934, antes da sua viagem para a França

O Dubrovnik foi concluído nos estaleiros Yarrow em Glasgow em 1932, quando os seus canhões principais e antiaéreos leves já haviam sido instalados. Depois de navegar para a Baía de Kotor, no sul do Adriático, foi equipado com os seus pesados canhões antiaéreos. Ele foi comissionado na Marinha Real Jugoslava em maio de 1932. O seu capitão era Armin Pavić.
No final de setembro de 1933, o navio deixou a Baía de Kotor e navegou pelo estreito turco até Constança, na costa do Mar Negro da Bulgária, onde embarcou o Rei Alexandre e a Rainha Maria da Jugoslávia. Depois, visitou Balcic na Roménia e Varna na Bulgária, antes de regressar via Istambul e a ilha grega de Corfu no Mar Jónico, chegando de volta à Baía de Kotor a 8 de outubro. No dia 6 de outubro de 1934, o rei Alexandre deixou a baía de Kotor a bordo de Dubrovnik para uma visita de Estado à França, chegando a Marselha a 9 de outubro. Ele foi assassinado no mesmo dia por um assassino búlgaro, e o Dubrovnik transportou o seu corpo de volta para a Jugoslávia, escoltado por navios franceses, italianos e britânicos. Logo depois, Vladimir Šaškijević substituiu Pavić como capitão. Em agosto de 1935, o Dubrovnik visitou Corfu e Bizerta no protetorado francês da Tunísia. Em agosto de 1937, o Dubrovnik visitou Istambul e os portos gregos de Mudros, no norte do Mar Egeu, e Pireu, perto de Atenas.
Apesar de tentar permanecer neutra nos estágios iniciais da Segunda Guerra Mundial, a Jugoslávia foi arrastada para o conflito em abril de 1941, quando foi invadida pelas potências do Eixo lideradas pelos alemães. Na altura, o Dubrovnik ainda estava sob o comando de Šaškijević e foi designado como o navio-almirante da 1.ª Divisão de Torpedos, juntamente com os três contratorpedeiros menores da classe Beograd, o Beograd, o Ljubljana e o Zagreb.

### Premuda
Os italianos capturaram o Dubrovnik na Baía de Kotor a 17 de abril de 1941; a embarcação havia sido danificada por civis jugoslavos antes da sua apreensão. O Dubrovnik navegou para Taranto, no sul da Itália, a 21 de maio, onde passou por reparos e reformas. Ele foi rebatizado de Premuda, em homenagem à ilha da Dalmácia perto da qual um torpedeiro italiano afundou o couraçado austro-húngaro Szent István em junho de 1918. O seu convés de popa e ponte de emergência foram removidos e substituídos por uma plataforma antiaérea, e o seu mastro principal e chaminés foram encurtados. Os seus quatro canhões Škoda de 140 milímetros foram substituídos por quatro canhões L/45 de 135 mm de montagem única e os canhões antiaéreos Škoda de 83.5 milímetros foram substituídos por um obus de 120 mm que disparava projéteis estelares para iluminação. Já os seis canhões antiaéreos Škoda de 40 milímetros, foram substituídos por quatro metralhadoras Breda Modelo 35 de 20 milímetros em montagens individuais, sendo que o espaço para a sua instalação requereu a remoção dos holofotes. Um novo diretor também foi instalado na sua ponte. Mais tarde, durante o seu serviço italiano, o obus de 120 milímetros foi substituído por um canhão antiaéreo Breda L/54 de 37 milímetros. Sob a bandeira italiana, a sua tripulação consistia em 13 oficiais e 191 praças.
O Premuda foi comissionado na Marinha Real Italiana (em italiano:  Regia Marina) em fevereiro de 1942. Mais tarde naquele mês, a embarcação resgatou prisioneiros de guerra britânicos que sobreviveram ao naufrágio do SS Ariosto, um navio italiano que os transportava de Trípoli para a Sicília. No início de junho, o submarino italiano Alagi disparou contra o Premuda, confundindo-o com um contratorpedeiro britânico devido às suas semelhanças com um contratorpedeiro britânico classe H. O ataque errou o Premuda e atingiu o contratorpedeiro Antoniotto Usodimare, da classe Navigatori, afundando-o. De 12 a 16 de junho de 1942, o Premuda participou em operações contra o comboio aliado da Operação Harpão, que tentava chegar à ilha sitiada de Malta a partir de Gibraltar. Como parte da 10.ª Flotilha de Contratorpedeiros, o Premuda apoiou o 7.º Esquadrão de Cruzadores italiano, composto pelos cruzadores leves Eugenio di Savoia e Raimondo Montecuccoli. A força naval aliada perdeu dois contratorpedeiros e quatro navios mercantes devido a uma combinação de tiros navais, torpedos, ataques aéreos e minas navais. O contratorpedeiro da classe Navigatori, o Ugolino Vivaldi, foi atingido por um contratorpedeiro britânico, e o Premuda foi encarregado de rebocá-lo para um local seguro no porto de Pantelária, uma ilha no Estreito da Sicília, sob escolta do contratorpedeiro Lanzerotto Malocello.
De 6 a 7 de janeiro de 1943, o Premuda e 13 outros contratorpedeiros italianos transportaram tropas para o porto de Tunes, controlado pelo Eixo, no norte da África. Eles completaram mais duas missões entre 9 de fevereiro e 22 de março. A 17 de julho, o Premuda desenvolveu sérios problemas nos motores no Mar da Ligúria perto de La Spezia. A embarcação foi posteriormente levada para Génova para uma grande revisão da caldeira e do motor. Decidiu-se reconstruí-la nos moldes da classe Navigatori, incluindo uma viga mais larga para melhorar a sua estabilidade. Como os projéteis para os seus canhões principais construídos pela Škoda eram escassos, foi tomada a decisão de substituí-los por canhões de fabrico italiano L/45 de 135 milímetros, em montagens individuais. A reconstrução também deveria ter incluído os canhões de 37 e 20 milímetros, provavelmente usando o espaço disponibilizado pela remoção dos seus tubos de torpedo. A reconstrução não havia sido concluída quando a Itália se rendeu aos Aliados, e o Premuda foi capturado pela Alemanha em Génova a 8 ou 9 de setembro de 1943. O Premuda foi o mais importante e eficaz navio de guerra italiano da Segunda Guerra Mundial.

### TA32
O Premuda não tinha a sua reconstrução concluída quando foi capturado pelos alemães. Os seus planos iniciais previam que o navio servisse como piquete de radar para caças noturnos, com três canhões antiaéreos de 105 milímetros L/45 em montagens individuais, radar de alerta precoce Freya, radar de posicionamento de canhões Würzburg e um sistema de controlo de fogo de superfície FuMO 21. Esses planos foram rapidamente abandonados porque os alemães não tinham contratorpedeiros e torpedeiros no Mediterrâneo, e foi tomada a decisão de comissioná-lo como um Torpedoboot Ausland (torpedeiro estrangeiro) com um radar DeTe em vez dos conjuntos de radar Freya e Würzburg. O seu armamento foi substituído por quatro canhões navais de 105 milímetros L/45, oito canhões antiaéreos de 37 milímetros e entre trinta e dois e trinta e seis canhões antiaéreos de 20 milímetros em montagens quádruplas e duplas. O número de tubos de torpedo foi reduzido de seis para três. O número de canhões antiaéreo de 37 milímetros foram posteriormente aumentados para dez, em quatro montagens gémeas e duas montagens simples. No serviço alemão, a embarcação tinha uma tripulação total de 220 oficiais e homens.

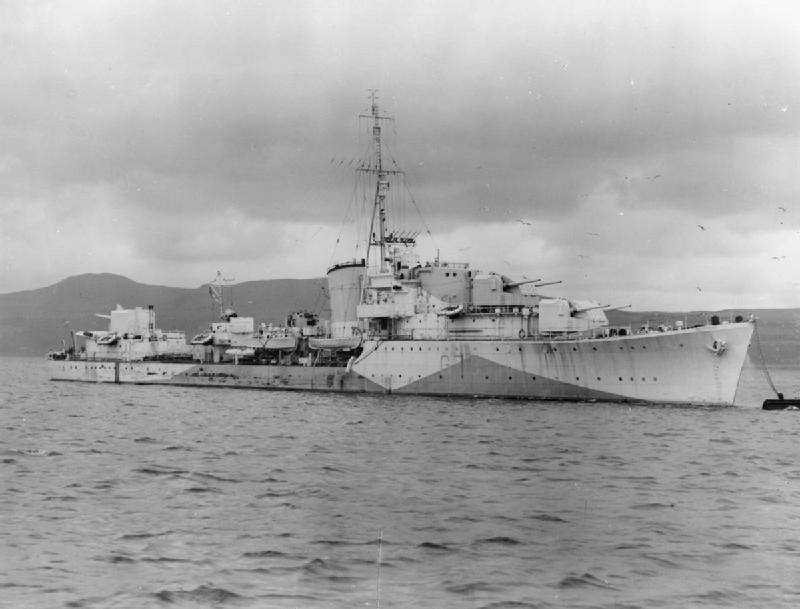
O HMS Meteor (foto) e o HMS Lookout superaram o TA32 e os seus companheiros durante a Batalha do Mar da Ligúria em março de 1945

O navio foi comissionado na Marinha Alemã (em alemão:  Kriegsmarine) a 18 de agosto de 1944, como TA32, sob o comando do Kapitänleutnant Emil Kopka. O navio serviu no Mar da Ligúria com a 10.ª Flotilha de Barcos Torpedeiros e foi imediatamente empenhada em bombardear as posições aliadas na costa italiana, e depois em tarefas de reconhecimento e colocação de minas no oeste do Golfo de Génova. A 2 de outubro de 1944, o TA32, juntamente com o TA24 e o TA29, navegou em direção a Sanremo para colocar minas, onde encontraram o contratorpedeiro USS Gleaves. Após troca de tiros, os três navios voltaram para Génova sem serem atingidos. Em meados de março de 1945, o TA32, o TA24 e o TA29 eram os únicos navios da 10.ª Flotilha de Torpedeiros que permaneciam operacionais. Na noite de 17/18 de março de 1945, o TA32 colocou 76 minas navais ao largo do Cabo Corso, a ponta norte da Córsega, numa operação ofensiva de lançamento de minas, juntamente com o TA24 e o TA29. Depois de serem detetados por um radar baseado em terra, os navios foram surpreendidos pelos contratorpedeiros HMS Lookout e HMS Meteor, no que ficaria conhecido como a Batalha do Mar da Ligúria. Com menos armas, o TA24 e o TA29 foram afundados, enquanto o TA32 conseguiu escapar com danos leves no leme, depois de disparar alguns tiros e fazer um ataque de torpedo abortado. O TA32 foi afundado em Génova a 24 de abril de 1945 enquanto os alemães recuavam. O seu naufrágio foi levantado do fundo do mar e desmontado em 1950.

### Livros
- Brescia, Maurizio (2012). Mussolini's Navy: A Reference Guide to the Regia Marina 1930–45. Annapolis, Maryland: Naval Institute Press. ISBN 978-1-59114-544-8
- Chesneau, ed. (1980). Conway's All the World's Fighting Ships, 1922–1946. Londres, Inglaterra: Conway Maritime Press. ISBN 978-0-85177-146-5
- Freivogel, Zvonimir (2020). Warships of the Royal Yugoslav Navy 1918–1945. Zagreb, Croatia: Despot Infinitus. ISBN 978-953-8218-72-9
- Jarman, ed. (1997). Yugoslavia Political Diaries 1918–1965. 2. Slough, Berkshire: Archives Edition. ISBN 978-1-85207-950-5
- Lenton, Henry Trevor (1975). German Warships of the Second World War. Londres, Inglaterra: Macdonald and Jane's. ISBN 978-0-356-04661-7
- Nielsen, Christian Axboe (2014). Making Yugoslavs: Identity in King Aleksandar's Yugoslavia. Toronto, Ontario: University of Toronto Press. ISBN 978-1-4426-2750-5
- Novak, Grga (2004). Jadransko more u sukobima i borbama kroz stoljeća (em croata). 2. Split, Croatia: Marjan tisak. ISBN 978-953-214-222-8
- O'Hara, Vincent P. (2011). The German Fleet at War, 1939–1945. Annapolis, Maryland: Naval Institute Press. ISBN 978-1-61251-397-3
- O'Hara, Vincent P. (2013). Struggle for the Middle Sea: The Great Navies at War in the Mediterranean Theater, 1940–1945. Annapolis, Maryland: Naval Institute Press. ISBN 978-1-61251-408-6
- Rohwer, Jürgen; Hümmelchen, Gerhard (1992). Chronology of the War at Sea 1939–1945: The Naval History of World War Two. Annapolis, Maryland: Naval Institute Press. ISBN 978-1-55750-105-9
- Sadkovich, James J. (1994). The Italian Navy in World War II. Westport, Connecticut: Greenwood Press. ISBN 978-0-313-28797-8
- Tomblin, Barbara Brooks (2004). With Utmost Spirit: Allied Naval Operations in the Mediterranean, 1942–1945. Lexington, Kentucky: University Press of Kentucky. ISBN 978-0-8131-3768-1
- Whitley, M. J. (1988). Destroyers of World War Two: An International Encyclopedia. Annapolis, Maryland: Naval Institute Press. ISBN 978-0-87021-326-7
- Woodman, R. (2003). Malta Convoys 1940–1943. Londres: John Murray. ISBN 978-0-7195-6408-6

### Periódicos e filmes
- Birmingham Post (14 de março de 2003). «PoW Survivors Re-Live Sinking by Submarine». Birmingham Post. Birmingham, England: Trinity
- Freivogel, Zvonimir (2014). «From Glasgow to Genoa under Three Flags – The Yugoslav Flotilla Leader Dubrovnik» (PDF). Academic Publishing House Researcher. Voennyi Sbornik. 4 (2): 83–88. Consultado em 25 de outubro de 2014
- Glasgow. Princess Olga of Yugoslavia names and launches Flotilla Leader 'Dubrovnik' – most powerful in its class – British Built in Yarrow's famous yard – for Yugoslavian Navy (Motion picture) (em inglês). Glasgow, UK: British Pathé. 1931